# イゾンツォの戦い (489年)
イゾンツォの戦い（イゾンツォのたたかい、英語: Battle of the Isonzo）またはイゾンティウスの戦い（イゾンティウスのたたかい、英語: Battle of the Isontius）は489年8月28日、アクイレイアのイゾンツォ川近くで行われた戦闘。
489年、東ゴート族の王テオドリックはイタリア領主オドアケルからイタリアを奪取するために侵攻をはじめ、両軍は8月28日にイゾンティウス河畔で対峙した。テオドリックとの戦闘に敗れたオドアケルは撤退した。同年、両軍はヴェローナで再び戦った。